# CS Muncitorul Reșița
CS Muncitorul Reșița a fost un club de fotbal din Reșița, Caraș-Severin, România. Fiind fondat în anul 1911, a fost una dintre cele mai vechi echipe ale județului.

## Istorie

### Perioada interbelică
'Societatea Sportivă a Muncitorilor din Reșița a fost invitată să joace în sezonul inaugural al Diviziei C, la finalul căruia a terminat pe un onorabil loc 3. Sezonul următor a terminat pe primul loc în seria I a Ligii de Vest la nivelul eșalonului terț, calificându-se astfel în finala barajului pentru promovarea în Divizia B. Acolo a fost învinsă de campioana seriei II CS Minerul Lupeni.

### Revenirea in ligile naționale
Muncitorul Reșița și-a petrecut cea mai mare parte din existență în Liga a IV-a.
Clubul a promovat în Liga a III-a pentru prima oară in secolul XXI la sfârșitul sezonului 2008-2009. Bucuria a fost însă scurtă, deoarece a retrogradat înapoi după numai un an, revenind în cel de-al treilea eșalon fotbalistic după sezonul 2011-2012. După trei sezoane în divizia a patra, în care a terminat de fiecare dată pe locul doi, Muncitorul, a revenit în Liga a III-a prin decizia FRF de a ocupa locurile vacante, însă a retrogradat din nou.
A promovat înapoi în Liga III în vara lui 2012. A terminat pe locul 7 în sezonul 2012–13.
Gospodarii a terminat sezonul Liga a IV-a 2016–2017  pe locul 11, dar în vara lui 2017 clubul nu a înscris echipa de seniori în nicio ligă, din cauza unor probleme financiare.

## Cronologia numelor
| Perioada                                      | Nume      |
| --------------------------------------------- | --------- |
| Clubul Muncitorilor din Reșița                | 1911–1919 |
| Club Sportiv al Muncitorilor din Reșița       | 1919–1921 |
| Societatea Sportivă a Muncitorilor din Reșița | 1921–1946 |
| Locomotiva Reșița                             | 1946–1949 |
| Progresul Reșița                              | 1949–1950 |
| Asociația Sportivă Muncitorul Reșița          | 1950–1988 |
| Asociația Sportivă Muncitorul Știința Reșița  | 1988–1990 |
| Asociația Sportivă Muncitorul Reșița          | 1990–2002 |
| Club Sportiv Muncitorul Reșița                | 2002–2017 |

## Palmares
Liga a III-a
- Locul 7 (1): 2012-2013

 Liga a IV-a Caraș-Severin
 Campioni (2):  2004-2005, 2011-2012
 Vicecampioni (2): 2006-2007, 2008-2009,